# Reacție Cicibabin
Reacția Cicibabin este o reacție de substituție nucleofilă aromatică utilizată pentru obținerea derivaților de 2-aminopiridină; se realizează prin reacția directă dintre piridină și amida de sodiu în amoniac lichid. Reacția a fost descoperită de Aleksei Cicibabin în anul 1914. Ecuația generală a reacției este:

## Mecanism de reacție
Folosind ca exemplu sinteza unei 2-aminopiridine substituite în oricare dintre pozițiile orto, meta sau para cu un rest R, reacția prezintă un mecanism de substituție de tip adiție-eliminare (S=A→E):
- În prima etapă, ionul amidură ce provine de la amidura de sodiu se leagă de atomul de carbon adiacent atomului de azot din heterociclu, iar sarcina negativă se stabilește la atomul de azot.
- în a doua etapă, are loc eliberarea de ion hidrură, care este protonat de grupa amino cu formarea de hidrogen gazos.
- În final, are loc o etapă de hidroliză, când se formează 2-aminopiridina substituită.[2]